# Hiện tượng quan sát thấy UFO ở Nga
Đây là danh sách những trường hợp được cho là đã nhìn thấy vật thể bay không xác định hoặc UFO ở Nga:
- Sự kiện Tunguska năm 1908, được coi là vụ nổ của một thiên thạch, mặc dù một số người coi đó là vụ nổ của UFO.
- Hiện tượng Petrozavodsk xảy ra vào ngày 20 tháng 9 năm 1977.
- Sự kiện UFO Voronezh năm 1989.
- Vụ nổ Sasovo là hai vụ nổ bí ẩn xảy ra vào ngày 12 tháng 4 năm 1990 và ngày 8 tháng 7 năm 1992, tương đương với 25 tấn thuốc nổ TNT.[1]
- Đầu năm 2012, một vật thể titan bị rơi, được mô tả là "mảnh vỡ UFO" lấy ra từ một khu rừng ở vùng lân cận Otradnenskoye, một vùng nông thôn thuộc tỉnh Novosibirsk, sau khi người ta nghe thấy những âm thanh lạ ở đó vào tháng 12 năm 2011. Thiết bị này trơn nhẵn, màu bạc và có hình chữ U, được gắn vào một phần tròn và không được coi là có liên quan đến công nghệ vũ trụ.[2]